# Nephodia excavata
Nephodia excavata là một loài bướm đêm trong họ Geometridae.